# القياس الصافي

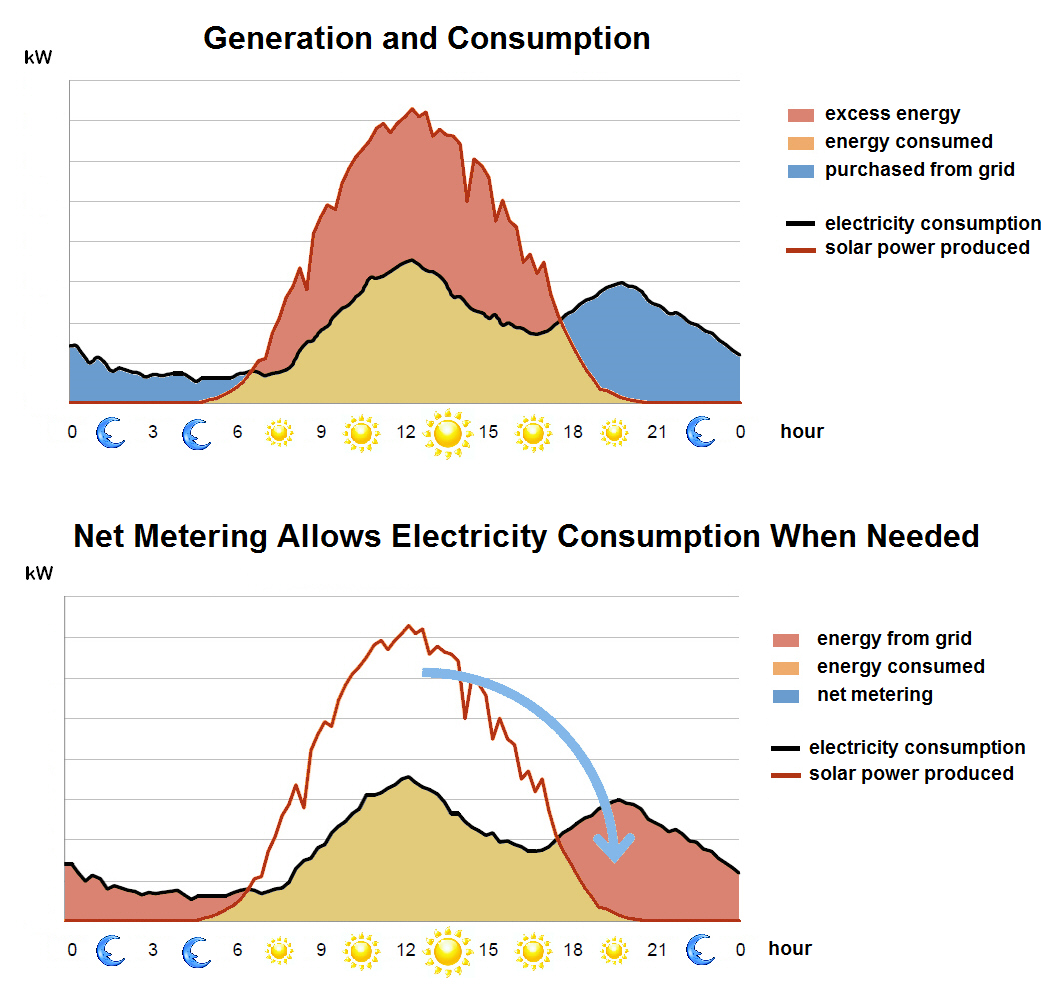
يتم استخدام القياس الصافي (Net Metering)يوميًا للسماح باستخدام الطاقة الشمسية المولدة خلال النهار في الليل. يعمل العداد بشكل عكسي في الأيام المشمسة ويتحرك للأمام كل ليلة. يدفع المستهلك فقط الفرق الصافي المتبقي في نهاية كل شهر.

القياس الصافي (أو قياس صافي الطاقة) هو آلية لحساب فواتير الكهرباء تسمح للمستهلكين الذين يولدون بعض أو كل الكهرباء الخاصة بهم باستخدامها في أي وقت، بدلًا من وقت توليدها. هذا مهم بشكل خاص لمصادر الطاقة المتجددة مثل الرياح والطاقة الشمسية، غير القابلة للتمدد (عندما لا تكون متصلةً بمخازن للطاقة). يسمح القياس الصافي الشهري للمستهلكين باستخدام الطاقة الشمسية المتولدة أثناء النهار في الليل، أو استخدام الرياح من يوم عاصف في وقت لاحق من الشهر. يسمح القياس الصافي السنوي بتمديد كيلوواط ساعة من الطاقة إلى الشهر التالي، ما يسمح باستخدام الطاقة الشمسية التي وُلدت خلال يوليو في ديسمبر، أو استخدام طاقة الرياح التي وُلدت خلال مارس في أغسطس.
يمكن أن تختلف سياسات القياس الصافي بشكل كبير حسب الدولة أو الولاية أو المقاطعة: إذا كان صافي القياس متاحًا، وما إذا كان يمكن الاحتفاظ برصيد الطاقة ومدة الاحتفاظ به وسعره. تتضمن معظم قوانين القياس الصافي تجديدًا شهريًا لكيلوواط ساعة من الطاقة، ورسوم توصيل شهرية صغيرة، وتتطلب سدادًا شهريًا للعجز (أي فاتورة الكهرباء العادية)، وتسوية سنوية لأي رصيد متبقي. يستخدم القياس الصافي مقياسًا فرديًا ثنائي الاتجاه يمكنه قياس التيار المتدفق في اتجاهين. يمكن تطبيق القياس الصافي كإجراء حسابي فقط، ولا يتطلب قياسًا خاصًا، أو حتى أي ترتيب أو إشعار مسبق.
يُعتبر القياس الصافي سياسةً تمكينية مصممة لتعزيز الاستثمار الخاص في الطاقة المتجددة.

## نظرة تاريخية
نشأ القياس الصافي في الولايات المتحدة، حين وُصلت توربينات الرياح الصغيرة والألواح الشمسية بالشبكة الكهربائية، وأراد المستهلكون استخدام الكهرباء المُولدة في وقت أو تاريخ مختلف عن وقت توليدها. كان أول مشروعين لاستخدام القياس الصافي مجمعًا سكنيًا ومنزل اختبار للطاقة الشمسية في ولاية ماساتشوستس في عام 1979. في عام 1983، أصبحت مينيسوتا أول ولاية تطبق قانون القياس الصافي، إذ سمحت لأي شخص يولد أقل من 40 كيلوواط إما بنقل رصيد الطاقة إلى الشهر التالي، أو الحصول على مال مقابل الزيادة. في عام 2000 عُدل هذا القانون ليشمل تعويضًا «بمتوسط سعر التجزئة لطاقة المرافق». هذا هو التفسير الأبسط والأكثر شمولًا للقياس الصافي، بالإضافة إلى أنه يسمح لصغار المنتجين ببيع الكهرباء بسعر التجزئة.
اعتمدت المرافق في ولاية أيداهو على القياس الصافي في عام 1980، وفي ولاية أريزونا في عام 1981. اعتمدت ولاية ماساتشوستس القياس الصافي في عام 1982. بحلول عام 1998، اعتمدت 22 ولاية أو مرفقًا فيها القياس الصافي. تبنّى مرفقان في كاليفورنيا في البداية رسومًا شهرية «للقياس الصافي» والتي تضمنت «رسوم تعليق»، حتى حظرت لجنة المرافق العامة (بّي يو سي) هذه الرسوم. في عام 2005، طُلب من جميع المرافق الأمريكية توفير القياس الصافي «عند الطلب». اعتبارًا من عام 2013، اعتمدت 43 ولاية أمريكية القياس الصافي، بالإضافة إلى عدة مرافق في ثلاث ولايات من الولايات المتبقية، ولم يتبق سوى 4 ولايات دون أي إجراءات أساسية لاعتماد القياس الصافي. مع ذلك، أظهرت دراسة أجرِيت عام 2017 أن 3% فقط من المرافق في الولايات المتحدة تقدم تعويضًا كاملًا للبيع بالتجزئة للقياس الصافي، إذ تقدم باقي المرافق تعويضًا أقل من أسعار التجزئة، مع انتهاء صلاحية الرصيد سنويًا، أو شكل من أشكال التمديد غير المحدود للرصيد.
كان اعتماد القياس الصافي بطيئًا في أوروبا، خاصةً في المملكة المتحدة، بسبب مشاكل في آلية معالجة ضريبة القيمة المضافة (في إيه تي). توفر شركة مرافق واحدة فقط في بريطانيا القياس الصافي.
لا تريد حكومة المملكة المتحدة إدخال مبدأ القياس الصافي بسبب تعقيدات دفع واسترداد ضريبة القيمة المضافة المستحقة على الكهرباء، لكن هناك مشاريع تجريبية جارية في بعض المناطق.
في كندا، هناك بعض المقاطعات التي تطبق برامج القياس الصافي.